# Energy Resources Holding
Energy Resources Holding B.V. een Nederlandse elektriciteitsproducent. Energy Resources Holding (ERH) is voor 30% in eigendom van de N.V. Elektriciteits Produktiemaatschappij Zuid-Nederland (EPZ) en de overige 70% is in handen van energiemaatschappij PZEM. Via EPZ heeft ERH ongeveer 3-4% van de Nederlandse energieproductie in handen. Deze energie wordt voornamelijk opgewekt in de kerncentrale Borssele. De hoofdzetel is gevestigd in Geertruidenberg.
ERH is opgezet om de verkoop van de kerncentrale Borssele buiten de Essent overname door RWE te houden. RWE is hiertegen via de rechter in beroep gegaan.
Middels een getrapte constructie waren de aandelen van ERH volledig in handen van de oud-aandeelhouders van Essent, dat waren de provincies Noord-Brabant, Overijssel, Limburg, Groningen, Drenthe en Flevoland. Ook enkele gemeenten in Friesland en Limburg zijn aandeelhouder, zij waren vertegenwoordigd in VEGANN (Vereniging van Gemeentelijke Aandeelhouders Noord Nederland) en de VEGAL (Vereniging van Gemeentelijke Aandeelhouders Limburg).
Na de verkoop van Essent aan RWE is besloten om het aandeel dat Essent had in EPZ niet in de deal te betrekken. Daarop is ERH opgericht met als enige aandeelhouder Publiek Belang Elektriciteitsproduktie B.V.. In dit laatste bedrijf waren de aandeelhouders de gemeenten en provincies die Essent in bezit hadden.
DELTA, ERH en RWE hebben gesprekken gevoerd over de eigendomsverhoudingen van EPZ. Uiteindelijk viel het besluit dat RWE een belang van 30% krijgt in EPZ en DELTA kon haar belang verhogen van 50% naar 70%. Tevens hebben partijen een procesafspraak gemaakt over samenwerking in de realisatie van een nieuwe kerncentrale in Borssele. De overdracht van de aandelen heeft op 30 september 2011 plaatsgevonden waarmee RWE de enige aandeelhouders van ERH is geworden.